# Microtus schelkovnikovi
Microtus schelkovnikovi is een knaagdier uit het geslacht Microtus dat voorkomt in gebergtes in Azerbeidzjan (Talyshgebergte) en Iran (Elburz-gebergte) bij de zuidkust van de Kaspische Zee. Deze woelmuis wordt sinds 2007 beschouwd als de enige soort van het ondergeslacht Hyrcanicola; daarvoor werd het dier in Terricola geplaatst.
M. schelkovnikovi is een middelgrote woelmuis met een lange, dikke vacht en een zeer korte staart. In de zomer is de bovenkant van het lichaam roodgrijs of roodbruin, in de winter donkergrijs. De onderkant van het lichaam is lichtgrijs. De oren zijn nauwelijks te zien in de vacht. Vrouwtjes hebben acht mammae, twee paren op de borst en twee op de buik. De totale lengte bedraagt 88 tot 111 mm, de staartlengte 18 tot 25 mm, de achtervoetlengte 14 tot 18 mm, de oorlengte 7,5 tot 10,0 mm, de schedellengte 23,8 tot 25,3 mm en het gewicht 17,5 tot 28,5 g. Het karyotype bedraagt 2n=54, FN=62.
M. schelkovnikovi bouwt zijn nest in de bovenste lagen van de bodem, op hoogstens 25 cm diepte. Het dier bouwt een complex gangensysteem, dat 2 tot 10 m lang is. Het voedsel bestaat waarschijnlijk voornamelijk uit wortels en zaden. Het dier komt voor op 100 tot 1500 m in vochtige bergwouden.